# Emanuel Löwy

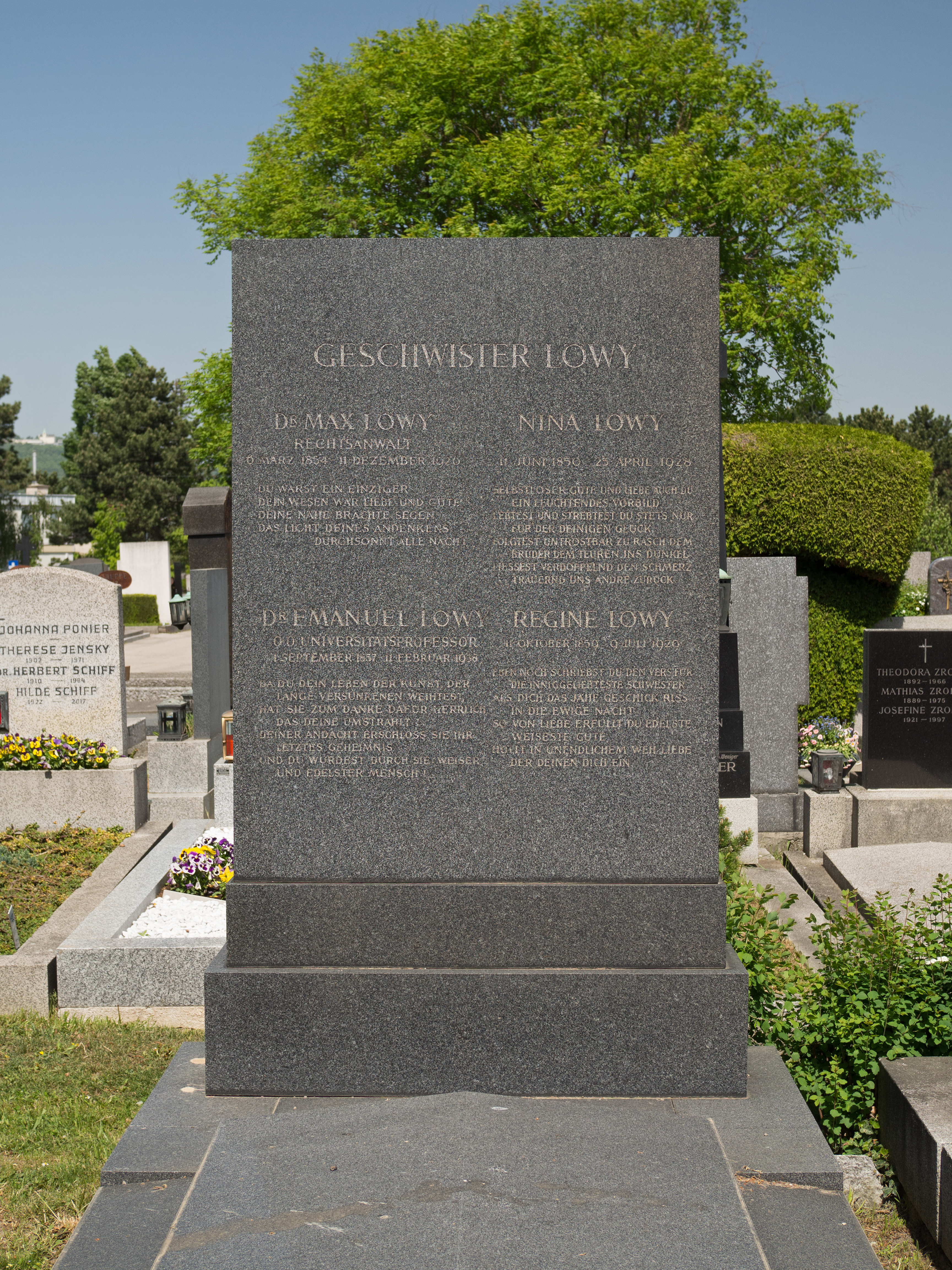
La tomba di Emanuel Löwy

Emanuel Löwy (Vienna, 1º settembre 1857 – Vienna, 11 febbraio 1938) è stato un archeologo austriaco.

## Biografia
Specializzato nell'arte ceramica dell'antica Grecia, fu il primo docente di Archeologia e Storia dell'Arte Antica all'Università "La Sapienza" di Roma, istituendo la prima cattedra di archeologia in Italia, dal 1891 al 1915.
L'anno successivo fondò il Museo dei Gessi (poi Museo dell'Arte Classica). L'idea di Löwy era quella di creare dei calchi in gesso di sculture ellenistiche originali e da copie romane a scopo didattico per le sue attività di professore. Tuttavia la prima sede fu al pianterreno di un palazzo al rione Testaccio al centro storico di Roma. In seguito, nel 1925, il museo fu spostato all'Istituto di San Michele, e nel 1935 collocato nella sua attuale sede alla città universitaria.
Giulio Giglioli fu uno dei suoi principali allievi.
Dal 1918, fino alla sua morte, insegnò archeologia all'Università di Vienna.
Di origine ebraica, fu un grande amico di Sigmund Freud.

## Pubblicazioni
- Untersuchungen zur griechischen Künstlergeschichte. Vienna: Gerold's Sohn, 1883.
- Inschriften Griechischer Bildhauer (1885)
- Griechische Inschrifttexte, Vienna: Tempsky: 1888.
- Lysipp und seine Stellung in der griechischen Plastik, Hamburg: Sammlung gemeinverständlicher wissenschafter Vorträge, 1891.
- Die Naturwiedergade in der älteren griechischen Kunst, Roma: Loescher, 1900.
- Die griechische Plastik. 2 vols. Leipzig: Klinkhardt und Biermann, 1911.
- Stein und Erz in der statuarischen Kunst. Innsbruck: Wagner, 1915.
- Neuattische Kunst. Leipzig: Seeman, 1922.
- Die Anfänge des Triumphbogens, Vienna: Anton Schroll, 1928.
- Polygnot: Ein Buch von griechischer Malerei. 2 vols. Vienna: Anton Schroll, 1929.
- Ursprünge der bildenden Kunst. Vienna: Holder-Pichler-Tempsky, 1930.
- Zur Chronologie der frühgriechischen Kunst: Die Artemistempel von Ephesos. Vienna: Holder-Pichler-Tempsky, 1932.
- Der Beginn der rotfigurigen Vasenmalerei, 1938